# Марч, Пегги
Пе́гги Марч (англ. Peggy March, настоящее имя — Margaret Annemarie Battavio; род. 8 марта 1948) — американская певица, наиболее известная благодаря своей песне 1963 года «I Will Follow Him», проданной в США более чем в миллионе экземпляров

## Карьера
В 13 лет её заметили и представили продюсерскому дуэту Хьюго энд Луиджи. Те придумали для неё псевдоним Маленькая Пегги Марч (англ. Little Peggy March), потому что она была 4 фута 9 дюймов (1 м 44 см) ростом, ей было всего 13 лет, песня, которую она с ними записала, называлась «Little Me», а день рождения у неё её был в марте.
24 апреля 1963 года её сингл «I Will Follow Him» поднялся на 1 место американских чартов. На тот момент ей было 15 лет, и Пегги Марч и по сей день остаётся самой молодой певицей, попавшей на первое место горячей сотни «Билборда». Записана же и издана песня была в начале января и 22 января соответственно, то есть когда певице было ещё только 14. Песня также попала на первое место в Австралии, Новой Зеландии, Южной Африке, Японии и Скандинавии. Сама же прославившая её песня представляла собой перевод французской песни «Chariot», которую годом раньше записала Петула Кларк.
Успех Марч не принёс ей состояния. Она была несовершеннолетней, и по так называемому Закону Кугана родители не имели право распоряжаться её деньгами. Ответственность была возложена на её менеджера Рассела Смита. В 1966 году оказалось, что он растратил все деньги, оставив ей только 500 долларов. Пегги окончила Лансдейлскую католическую среднюю школу в 1966 году. Скоро у неё появился новый менеджер, Эрни Харрис, ставший впоследствии её мужем. У них одна дочь, она родилась в 1974 году и её зовут Санде.
Хотя Пегги Марч помнят в США как «артиста одного хита», она позже достигала первой сороковки в США с песнями «I Wish I Were a Princess» и «Hello Heartache, Goodbye Love», причём последняя достигла также 29 места в Великобритании Всего же на лейбле RCA Victor с 1964 по 1971 год она записала 18 синглов. Также она выпустила несколько альбомов, но в США продавались они плохо. В Европе и Азии же её популярность росла, и в 1969 году Пегги переехала в Германию. Там её коммерческий успех продолжался до конца 1970-х годов. В 1969 году она попыталась отобраться на Конкурс песни Евровидения, но в немецком национальном отборе с песней «Hey! Das ist Musik für mich» заняла второе место. Ещё одну попытку поехать на «Евровидение» от Германии певица предприняла в 1975 году с написанной Ральфом Зигелем песней «Alles geht vorüber», но в национальном отборе снова была второй.

## Дискография

### Синглы
| Дата     | Название                                         | Чарты | Чарты | Чарты |
| Дата     | Название                                         | US    | GER   | UK    |
| -------- | ------------------------------------------------ | ----- | ----- | ----- |
| мар 1963 | «I Will Follow Him»                              | 1     | —     | —     |
| июн 1963 | «I Wish I Were a Princess»                       | 32    | —     | —     |
| сен 1963 | «Hello Heartache, Goodbye Love»                  | 26    | —     | 29    |
| ноя 1963 | «The Impossible Happened»                        | 57    | —     | —     |
| фев 1964 | «(I'm Watching) Every Little Move You Make»      | 84    | —     | —     |
| май 1965 | «Er schoss mir eine Rose»                        | —     | 23    | —     |
| июл 1965 | «Mit 17 hat man noch Träume»                     | —     | 2     | —     |
| ноя 1965 | «Die schönen Stunden gehen schnell vorbei»       | —     | 25    | —     |
| июл 1966 | «Hundert Jahre und noch mehr»                    | —     | 40    | —     |
| дек 1966 | «Sweetheart schenk mir einen Ring»               | —     | 23    | —     |
| мар 1967 | «Memories of Heidelberg»                         | —     | 5     | —     |
| сен 1967 | «Romeo und Julia»                                | —     | 1     | —     |
| янв 1968 | «Telegramm aus Tennessee»                        | —     | 15    | —     |
| мар 1968 | «Canale Grande Number One»                       | —     | 18    | —     |
| июл 1968 | «Das ist Musik fûr mich»                         | —     | 21    | —     |
| сен 1968 | «Mississippi Shuffle Boat»                       | —     | 30    | —     |
| янв 1969 | «Yesterday Waltz»                                | —     | 37    | —     |
| апр 1969 | «Hey»                                            | —     | 29    | —     |
| авг 1969 | «Bahama Lullabye»                                | —     | 13    | —     |
| ноя 1969 | «In der Carnaby Street»                          | —     | 16    | —     |
| дек 1969 | «Mister Giacomo Puccini»                         | —     | 33    | —     |
| сен 1970 | «Die Maschen der Mānner»                         | —     | 29    | —     |
| авг 1970 | «Einmal verliebt, immer verliebt»                | —     | 23    | —     |
| авг 1971 | «Sing, wenn du glücklich bist»                   | —     | 35    | —     |
| фев 1972 | «Ich weiss, ich verlieb mich noch heute in dich» | —     | 38    | —     |
| июл 1972 | «Es ist schwer, dich zu vergessen»               | —     | 30    | —     |
| янв 1976 | «Du, mach mich nicht an»                         | —     | 47    | —     |
| июн 1976 | «Costa Brava»                                    | —     | 42    | —     |
| сен 1977 | «Fly Away Pretty Flamingo»                       | —     | 8     | —     |
| апр 1978 | «Oklahoma Bay»                                   | —     | 44    | —     |
| авг 1980 | «Dreh' die Uhr zurück zum Anfang»                | —     | 37    | —     |